# Versalis
Versalis ist eine Tochtergesellschaft des italienischen Mineralöl- und Energiekonzerns Eni, die in den Sektoren Kunststoff, Kautschuk und Petrochemie tätig ist. Von 2002 bis 2012 trug das Unternehmen den Namen „Polimeri Europa“.

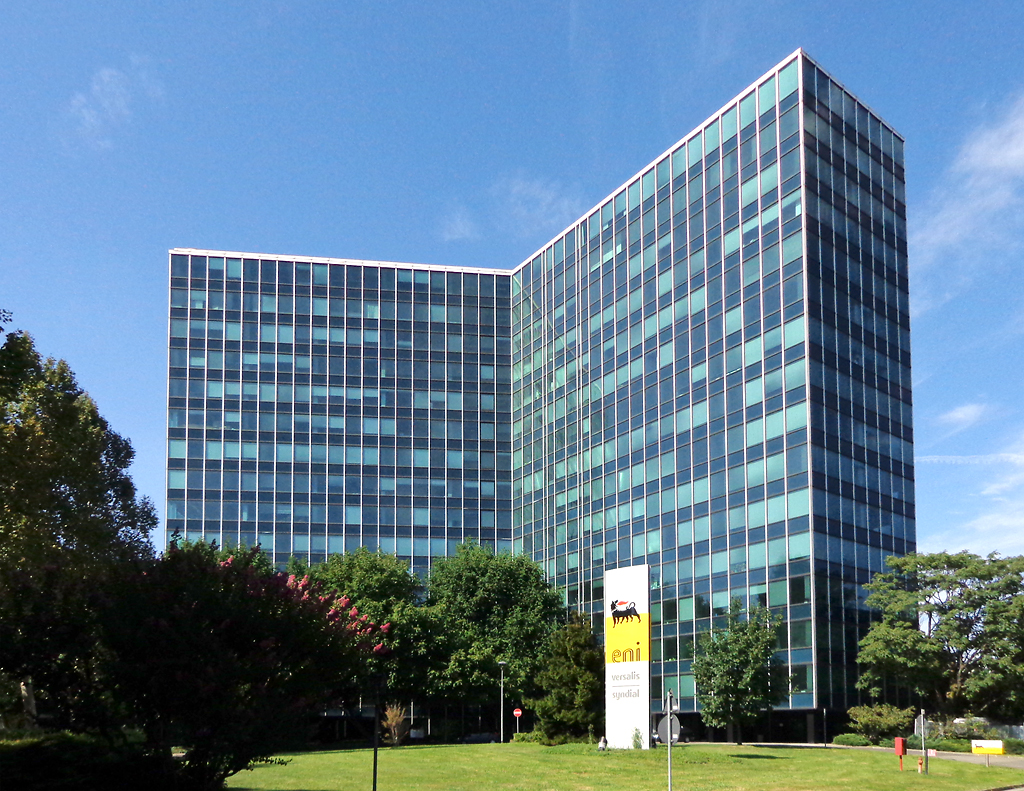
Sitz von Versalis in San Donato Milanese

## Werke
(Stand: November 2024)
- Italien: Ancarano, Ascoli Piceno, Brindisi, Crescentino, Ferrara, Mantua, Marghera, Porto Torres, Priolo Gargallo, Ragusa, Ravenna, Roccabianca
- Deutschland: Oberhausen
- Frankreich: Dunkerque
- Großbritannien: Grangemouth
- Indien: Jaipur
- Kanada: Québec
- Mexiko: León
- Rumänien: Valea lui Mihai
- Südkorea: Yeosu
- Ungarn: Budapest, Százhalombatta
- Vietnam: Hải Phòng